# Pierre Antoine Delalande
Pour les articles homonymes, voir Delalande.
Pierre Antoine Delalande est un naturaliste et un explorateur français, né en 1787 à Versailles et mort en 1823 à Paris.
Delalande est employé par le Muséum national d'histoire naturelle pour collecter des spécimens d’histoire naturelle. Il voyage au Brésil en 1816 et en Afrique du Sud en 1818 où il est assisté par son neveu Jules Verreaux (1807-1873).
Il est notamment l’auteur du Précis d’un voyage entrepris au cap de Bonne-Espérance (1822).
Il est inhumé au cimetière du Père-Lachaise.

## Hommages
Il est honoré dans les noms spécifiques du papillon, Papilio delalandei ; les oiseaux, Corythopis delalandi (Le Corythopis de Delalande), Coua delalandei et Stephanoxis lalandi  ;  la grenouille, Tomopterna delalandii ; les lézards, Chioninia delalandii, Nucras lalandii et Tarentola delalandii ; et la couleuvre aveugle, Rhinotyphlops lalandei.